# TF1 Games
TF1 Games est un éditeur de jeux de société, filiale de Jumbodiset, basé en France.
Après avoir dans un premier temps publié quelques jeux d'auteurs, TF1 Games recentre sa production vers les jeux exploitant les licences des émissions vedettes de la chaîne. TF1 Games distribue également en France les jeux de l'éditeur canadien Cranium.
Les jeux sont commercialisés sous deux marques : TF1 Games et Dujardin.
En février 2021, le groupe JumboDiset entre en négociations exclusives avec le Groupe TF1 en vue de l’acquisition des éditeurs de jeu TF1 Games et Dujardin. La cession est finalisée le 15 avril 2021.
Les catalogues de Dujardin et de Diset France seront fusionnés en 2022 selon Rob van de Mosselaer, directeur général de Diset France .

## Quelques jeux édités

Ancien logo de TF1 Games.

La plupart des jeux édités par TF1 Games sont des jeux dérivés des émissions de la chaîne.
- 1000 bornes
- Star Academy en plusieurs éditions (en 2001, 2002, 2003, et 2004)
- Attakube, en 2001, Valéry Fourcade, Concours de créateurs de jeux de Besançon  Boucle d'Argent 2000
- Composio, en 2002, Jean Fin
- Combien ça coûte ? en 2002
- Monstro Folies, en 2004, Christophe Boelinger et Ludovic Maublanc
- Squad seven, en 2003, Roberto Fraga, As d'or Jeu de l'année  2004
- Livequiz, en 2007, Speelgoed van het jaar Plus de 12 ans 2007
- Le Cochon qui rit
- À prendre ou à laisser en 2005, en version électronique en 2006, en nouvelle édition en 2007
- La roue de la fortune en 2008
- Une famille en or en 2008
- 1 contre 100 en 2008
- Le juste prix en 2010
- Masterchef en 2010
- Qui veut gagner des millions en 2010
- Les Douze Coups de midi en février 2012
- Money Drop en septembre 2012
- Koh-Lanta en septembre 2012
- The Voice, la plus belle voix en novembre 2012
- Vendredi tout est permis en septembre 2013
- Au pied du mur ! en septembre 2014
- Limite Limite depuis 2019